# Дрок скифский
Дрок ски́фский (лат. Genīsta scȳthica) — многолетнее травянистое растение, вид рода Дрок (Genista) семейства Бобовые (Fabaceae). Включён в Красную книгу Украины.

## Ареал и среда обитания
Причерноморский эндемик. Распространён на Украине в Северном Причерноморье (до Южного Буга) и Крыму (окрестности Феодосии); единичные популяции в России в районе Приазовья.
Засухоустойчивый вид. Обитает на обнажениях мела, мергеля и известняка, на щебнистых осыпях и в трещинах на выходах каменистых пород.

## Ботаническое описание
Многолетнее растение. Кустарник высотой от 10 до 26 см.
Стебель извилистый. Листья простые, цельные, узколанцетные, снизу серебристо-шелковистые от длинных прилегающих волосков.
Цветки жёлтые, серебристо-опушённые, собраны в редкие удлинённые кисти на концах побегов.
Плод — боб, густо прижато-опушённый.
Размножается семенами и вегетативно. Цветёт в мае.

## Охрана
Кроме Красной книги Украины, включён также в Красную книгу Ростовской области.